# Laodika (siostra-żona Mitrytadesa IV)
Laodika (gr. Λαοδίκη, Laodíkē) – księżniczka pontyjska z dynastii Mitrydatydów i królowa Pontu poprzez małżeństwo ze swoim bratem Mitrydatesem IV.
Laodika była córką króla Pontu Mitrydatesa III i jego żony Laodiki. Jej braćmi byli Mitrydates IV i Farnakes I, którzy panowali kolejno po śmierci ich ojca.
Jeszcze za życia rodziców Laodika została żoną swojego brata Mitrydatesa IV, który nosił w tym czasie tytuł następcy tronu. Sama Laodika jest znana z licznych posągów, monet i inskrypcji, ukazujących ją jako współwładczynię męża. Małżonkowie najprawdopodobniej nie mieli dzieci.
Istniejące monety wybijane przez Laodike i te na których występuje razem z Mitrydatesem IV, ukazują ją jako panującą królową Pontu. Sam układ postaci jest zapożyczonym z egipskich monet sposobem przedstawiania monarchów.
Na przykład moneta ukazująca skierowane w prawo postacie Mitrydatesa IV i Laodiki w stylizowanym, popiersiowym ujęciu na awersie i na rewersie należące do nich tytuły w języku greckim ΒΑΣΙΛΕΩΣ ΜΙΘΡΑΔΑΤΟΥ ΚΑΙ ΒΑΣΙΛΙΣΣΗΣ ΛΑΟΔΙΚΗΣ ΦΙΛΑΔΕΛΦΩΝ co znaczy Król Mitrydates i królowa Laodika Filadefoi, przy czym przydomek Filadelfoi jest greckim rzeczownikiem w liczbie mnogiej często występującym w tytulaturach monarchów hellenistycznych i oznacza zarówno miłujący siostrę jak i miłująca brata. Na rewersie znajduje się przedstawienie dwójki czołowych bóstw greckiej religii: Zeusa i Hery w pozycji stojącej, którzy również byli jednocześnie rodzeństwem i małżeństwem. Hera w prawej ręce trzyma berło, podczas gdy Zeus trzyma w prawej ręce wieniec laurowy, a w lewej piorun. Wybór wzoru i układu monety był charakterystyczny dla epoki hellenistycznej. Z kolei monety wydawane przez samą Laodikę nosiły tytuł ΒΑΣΙΛΙΣΣΗΣ ΛΑΟΔΙΚΗΣ, co znaczy Królowa Laodike.